# Museo archeologico di Monteriggioni
Il Museo archeologico di Monteriggioni (in acronimo MaM) è un museo archeologico civico, parte della rete della Fondazione Musei Senesi, sito a Monteriggioni in frazione Abbadia a Isola all'interno dell'abbazia dei Santi Salvatore e Cirino.

## Storia
Il museo è stato inaugurato il 22 luglio 2023 dal comune di Monteriggioni negli ambienti dell'abbazia dei Santi Salvatore e Cirino, in frazione Abbadia a Isola, in concomitanza col restauro del chiostro dell'abbazia.

## Collezione
Il museo presenta una serie di reperti che ripercorrono la storia del territorio comunale di Monteriggioni a ritroso dal Medioevo alla Protostoria.
Il percorso inizia con la Sala della Tinaia, dove viene esposta la storia dell'abbazia e della nobildonna della famiglia Franzesi sepolta nel chiostro dell'abbazia. Gran parte dei reperti Etruschi e Romani sono posti nella Sala Sigerico, dove viene esposta la storia della tomba dei Calisna Śepu, rinvenuta nel 1893 nella necropoli del Casone e il cui corredo è suddiviso fra diverse sedi museali italiane ed estere. Nel museo sono inoltre presenti le ricostruzioni, ad opera di Stefano Ricci: della nobildonna dei Franzesi sepolta nel chiostro dell'abbazia e del cosiddetto Uomo del Chiostraccio.